# Byrsonima eriopoda
Byrsonima eriopoda är en tvåhjärtbladig växtart som beskrevs av Dc.. Byrsonima eriopoda ingår i släktet Byrsonima och familjen Malpighiaceae. Inga underarter finns listade i Catalogue of Life.